# Šišava (Travnik, BiH)
Šišava je naseljeno mjesto u općini Travnik, Federacija Bosne i Hercegovine, BiH.
Nalazi se na Vlašiću, jugozapadno od Travnika.

## Stanovništvo

### 1991.
Nacionalni sastav stanovništva 1991. godine bio je sljedeći:
ukupno: 620
- Srbi - 612
- Hrvati - 1
- Jugoslaveni - 1
- ostali, neopredijeljeni i nepoznato - 6

### 2013.
Nacionalni sastav stanovništva 2013. godine, bio je sljedeći:
ukupno: 179
- Srbi - 153
- Bošnjaci - 12
- Hrvati - 5
- ostali, neopredijeljeni i nepoznato - 9